# Dienst Koninklijke en Diplomatieke Beveiliging
De Dienst Koninklijke en Diplomatieke Beveiliging (DKDB) is een onderdeel van de Eenheid Landelijke Expertise en Operaties van de Politie in Nederland. De DKDB beschermt de leden van het Koninklijk Huis, bedreigde politici, diplomaten en andere door het bevoegd gezag aangewezen personen. De medewerkers van de DKDB zijn bijvoorbeeld actief op Prinsjesdag en Koningsdag. Overal waar leden en gasten van het Koninklijk Huis en andere aangewezen diplomatieke personen gaan, volgen ze. Deze dienst wordt ook ingeschakeld bij bezoeken van staatshoofden, ambassadeurs en anderen tegen wie een (mogelijke) dreiging bestaat.

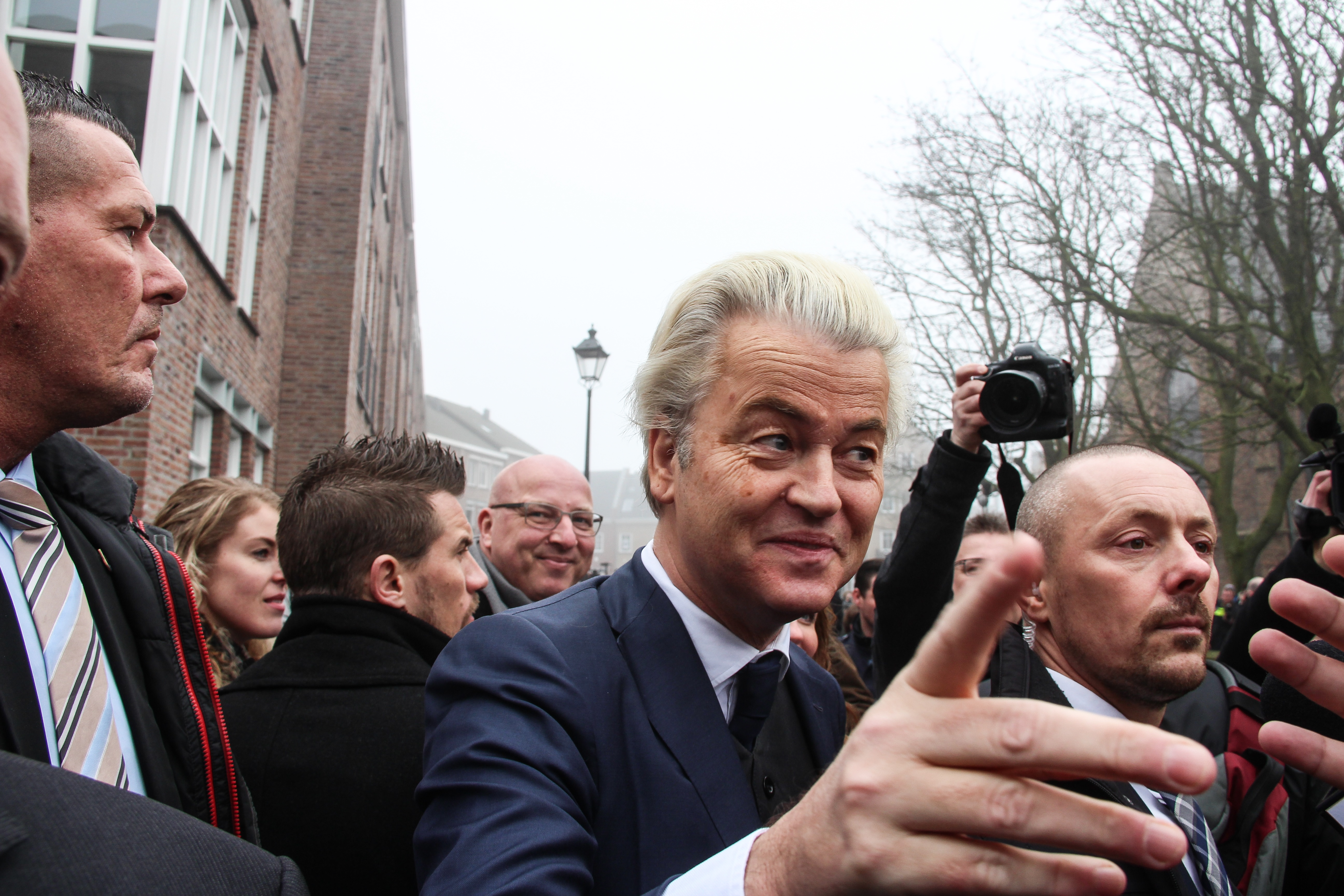
PVV-leider Geert Wilders omringd door persoonsbeveiligers tijdens een bezoek aan Spijkenisse op 18 februari 2017

## Geschiedenis
De DKDB is ontstaan tijdens de reorganisatie in 1993 na de samenvoeging van de Veiligheidsdienst Koninklijk Huis (VDKH), de Dienst Persoonsbeveiliging van het vroegere Korps Rijkspolitie en het VIP-team van de Gemeentepolitie Den Haag. De dienst heeft gedurende zijn bestaan ook enkele jaren 'Dienst Bewaken en Beveiligen' (DBB) geheten. Tot 1 januari 2024 was de dienst onderdeel van de Landelijke Eenheid.

### Incidenten
In 2015 werden twee persoonsbeveiligers van de dienst geschorst nadat zij verdacht werden van het plegen van strafbare feiten. Een van hen was actief met betrekking tot de beveiliging van de politicus Geert Wilders.
In oktober 2016 kwam de Dienst Koninklijke en Diplomatieke Beveiliging in opspraak toen uit een vertrouwelijk intern rapport bleek dat er veel onderling wantrouwen heerst en er sprake is van "corruptie, misbruik van functies en een werkdruk die de scherpte van de beveiligers beïnvloedt."
Begin 2017 bleek een lid van de DKDB ongeoorloofd informatie te hebben gegeven aan vrouwen op wie hij indruk wilde maken. Hij behoorde tot een zogeheten IRIS-team dat verkennend onderzoek doet naar plaatsen waar te beveiligen personen heen gaan. Als zodanig was hij betrokken bij de beveiliging van PVV-leider Geert Wilders, al was hij niet diens persoonsbeveiliger. De betreffende medewerker had tijdens een eerdere functie bij de politie ook al informatie laten uitlekken, waarvoor hij in 2008 tot een voorwaardelijke werkstraf was veroordeeld. Toen hij later bij de DKDB wilde gaan werken en daarvoor een P-onderzoek moest ondergaan, werd deze veroordeling niet als belemmering gezien. Omdat hij voor privédoeleinden een kenteken had nagetrokken werd in 2015 opnieuw een strafrechtelijk onderzoek tegen hem ingesteld, waarvoor in 2016 ook een telefoontap werd ingezet.
In februari 2017 werden twee hoofden van de afdeling Operatiën van de Nationale politie, waar de Dienst Koninklijke en Diplomatieke Beveiliging onder valt, verzocht hun functie neer te leggen. Zij kregen een andere functie binnen de politie.

## Takenpakket
Kerntaak van de DKDB is het voorkomen, afweren en doorstaan van aanslagen op leden van het Koninklijk Huis en door het bevoegd gezag aangewezen andere personen. Hoe een persoon beveiligd moet worden stelt de dienst bij elke beveiligingsopdracht ‘op maat’ vast. Uitgangspunt is een optimale waarborging van de veiligheid van de te beveiligen persoon. Risico's voor diens veiligheid worden zo veel mogelijk uitgesloten. Naast wegens (be)dreiging en risico kan een beveiligingsopdracht ook om louter protocollaire reden worden gegeven.
Welke andere personen daarnaast nog in aanmerking komen voor persoonsbeveiliging bepaalt de Directie Bewaken Beveiligen en Burgerluchtvaart (DB3) van de Nationaal Coördinator Terrorismebestrijding en Veiligheid (NCTV). De DB3 geeft namens de minister van Justitie en Veiligheid beveiligingsopdrachten aan de DKDB. Deze komen tot stand op basis van inlichtingen over aard en ernst van de dreiging en de kans dat deze daadwerkelijk plaatsvindt. Het in 2003 ingestelde Stelsel Bewaken en Beveiligen is de leidraad waarlangs deze opdrachten tot stand komen. In dit stelsel is vastgelegd voor welke groep personen, objecten en diensten de rijksoverheid een bijzondere verantwoordelijkheid draagt op het gebied van veiligheid.
Door toenemende dreigingen en spanningen in de samenleving is de taak van de DKDB niet alleen gericht op de beveiliging van personen met een specifieke (maatschappelijke) status, maar ook op personen van wie is gebleken dat hun publieke standpunten en meningen een dreigingsgevaar opleveren, bijvoorbeeld opiniemakers en columnisten. De DKDB heeft naast het uitvoeren van persoonsbeveiligingen ook een adviserende taak. De aanwezige kennis over persoonsbeveiliging en statische beveiliging deelt de DKDB met de partners binnen het beveiligingsveld. De DKDB wordt vanwege de kennis en expertise die bij de dienst aanwezig is, geraadpleegd door regiokorpsen en andere (overheids)instellingen.
Bij buitenlandse persoonsbeveiligingen en -begeleidingen en bij buitenlandse (diplomatieke) bezoeken aan Nederland werkt de DKDB nauw samen met buitenlandse zusterdiensten en liaisons zoals de Amerikaanse United States Secret Service en de Spaanse Unidad Central de Proteccion (UCP).

## Organisatie
De DKDB bestaat uit twee operationele units plus een ondersteunende dienst.

### Unit Diplomatieke Beveiliging
De operationele Unit Diplomatieke Beveiliging (DB) is belast met de uitvoering van persoonsbeveiliging van aangewezen Nederlandse politici, ambassadeurs, diplomaten en buitenlandse te beveiligen personen waarbij sprake is van dreiging tegen het leven of fysieke integriteit, of om protocollaire redenen. Daarnaast voert de eenheid persoonsbegeleiding en objectbeveiliging uit en geven medewerkers gevraagd en ongevraagd beveiligingsadviezen. Te beveiligen personen zijn onder andere de ambassadeurs van Israël en de Verenigde Staten, maar ook officieren van justitie, burgemeesters, wethouders en bedreigde politici.

### Unit Koninklijke Beveiliging
Aangewezen leden van het Koninklijk Huis en gasten van de leden van het Koninklijk Huis worden op wettelijke grondslag 24 uur per dag beveiligd. Dat gebeurt in binnen- en buitenland, tijdens functiegerelateerde (protocollaire) werkzaamheden en evenementen, maar ook in privéomstandigheden van de te beveiligen leden van het Koninklijk Huis.
De dienst past zich zo veel mogelijk aan aan de wensen van de te beveiligen personen. Dit vraagt een grote mate van flexibiliteit en improvisatievermogen van de medewerkers. Leden van het Koninklijk Huis kunnen de plannen voor hun dagindeling immers plotseling veranderen; zo kan een activiteit die al tot in de puntjes is voorbereid, op het laatste moment worden afgeblazen. De DKDB streeft naar een vast beveiligingsteam voor de koninklijke familie, omdat de leden levenslang worden bewaakt. De Unit Koninklijke Beveiliging (KB) is belast met de uitvoering van persoonsbeveiliging en objectbeveiliging en het geven van beveiligingsadviezen. Door de unit te beveiligen personen zijn onder anderen koning Willem-Alexander, koningin Máxima, de Prinses van Oranje (Amalia), de prinsessen Alexia en Ariane, prinses Beatrix, prinses Margriet en Pieter van Vollenhoven.

### Unit Operationele Ondersteuning
De Unit Operationele Ondersteuning (OO) ondersteunt de operationele units en bestaat uit verschillende teams.

## Persoonsbeveiliger
Persoonsbeveiligers in dienst van de DKDB zijn functioneel politiebeambten. Ze zijn onder andere geselecteerd op sociale vaardigheden, dienen oog te hebben voor privacy en integer en alert te zijn. Het zijn verder ervaren chauffeurs. Men was eerder vaak werkzaam bij de Brigade Speciale Beveiligingsopdrachten van de Koninklijke Marechaussee, het Korps Mariniers, Korps Commandotroepen of de Luchtmobiele Brigade. Sommigen hebben een achtergrond als lid van het Bijzonder Ondersteuningsteam (BOT) van Justitie. Nadat zij een selectie hebben ondergaan, volgen ze vijf weken een specialistische rijopleiding toegespitst op persoonsbeveiliging en daarna een veertien weken durende opleiding tot persoonsbeveiliger. Tijdens de opleiding leert men de procedures, aanslagen voorkomen afweren en doorstaan, boksen, zelfverdediging en vaardigheid in het gebruik van diverse wapens zoals die operationeel worden ingezet bij de DKDB. Als de cursist de opleiding met positief resultaat heeft doorlopen volgt er een beëdiging en krijgt hij of zij het speldje van de DKDB uitgereikt. Daarna loopt men stage bij de diverse units. Doorgroeien kan door middel van bevordering tot senior-persoonsbeveiliger of operationeel expert. Andere functies binnen de DKDB zijn bijvoorbeeld operationeel specialist B, C of teamchef C.

### Veiligheidsonderzoeken
Vanwege de gevoeligheid van het werk zijn diverse functies binnen de Dienst Koninklijke en Diplomatieke Beveiliging aangemerkt als vertrouwensfunctie. Dat geldt onder meer voor de directe persoonsbeveiligers, voor wie een veiligheidsonderzoek op A-niveau vereist is. Medewerkers die verkennende taken uitvoeren moeten een (minder diepgaand) P-onderzoek ondergaan.

## Uitrusting

### Standaard
Een persoonsbeveiliger bij de DKDB beschikt over de standaard politie-uitrusting: pistool, handboeien, pepperspray, uitschuifbare wapenstok, portofoon en mobiele telefoon. DKDB’ers zijn herkenbaar aan een speldje op hun kleding, en het (on)zichtbare 'oortje'. Ook dragen zij standaard een kogelwerend vest van het zwaardere soort. Tijdens beveiligingsopdrachten met een minder opvallend of proactief karakter beschikken de DKDB’ers over speciale heuptassen waarin zij het wapen en reserve patroonhouders kunnen opbergen, bijvoorbeeld tijdens het joggen met een te beveiligen persoon.

### Bewapening
Het standaard dienstwapen van de politie en ook van de DKDB is de Walther P99Q NL. Daarnaast heeft de dienst de beschikking over de Heckler & Koch MP5, in de typen MP5A2, MP5A3 en MP5K en de Heckler & Koch 416.

### Gepantserde dienstvoertuigen
De gepantserde voertuigen zijn wapen en 'safe house' tegelijkertijd. Ze zijn in eerste instantie bedoeld om de te beveiligen personen te verplaatsen. Het gepantserde voertuig is echter ook een locatie waar men zo optimaal mogelijk beschermd is tegen een aanslag van buitenaf. Voertuigen van de dienst fungeren als beveiligingsvoertuig of als back-upvoertuig. De DKDB beschikt over een groot assortiment voertuigen, onder andere de volgende typen:
| - Audi A6 - Audi Q5 - Audi Q7 - Audi A8L V8/W12 Security | - BMW 3-serie - BMW 5-serie - BMW X5 Security - BMW 750/760Li High Security | - Mercedes-Benz ML500/GLE500 Guard - Mercedes-Benz S500/S600 Guard - Mercedes-Benz Vito - Volkswagen Passat |

## Afkortingen
Binnen de DKDB wordt het volgende jargon gebruikt:
- TBP: Te Beveiligen Persoon.
- VBA: Verantwoordelijke Beveiligingsambtenaar. Beveiliger en aanspreekpunt van de TBP.
- PB: Persoonsbeveiliger.
- BRB: Buiten Ring Beveiliging; Incognito aanwezige persoonsbeveiligers met de taak om vanuit het publiek, maar in de onmiddellijke omgeving van de TBP, verdachte personen te onderkennen en waar nodig tegen op te treden.